# Alberto Ascari
Alberto Ascari (13. juli 1918–26. maj 1955) var en italiensk racerkører. Han vandt Formel 1-mesterskabet i 1952 og 1953.
Den 26. maj 1955 døde han fra en ulykke i Monza, da han testede en Ferrari 750 Monza. Hans bil mistede kontrollen.[kilde mangler]
Han også fået opkaldt et bilmærke efter sig "Ascari". 